# Snubificação
A snubificação de um poliedro é uma operação sobre um poliedro que permite obter outro poliedro.
A operação consiste em afastar todas as faces do poliedro, rodar as mesmas um certo ângulo (normalmente 45º) e preencher os espaços vazios resultantes com polígonos (triângulos, rectângulos, pentágonos, etc.).
O caso especial de uma snubificação sem rotação chama-se expansão de sólido.

## Exemplos
- Da snubificação do cubo resulta o cubo snub

|  |  |  |

- Da snubificação do dodecaedro resulta o dodecaedro snub

|  |  |  |

- Da snubificação do tetraedro resulta o icosaedro

|  |  |  |

- Da snubificação do octaedro resulta o cubo snub.

|  |  |  |

Da snubificação do icosaedro resulta o dodecaedro snub
|  |  |  |